# Дим (плотина)
Плоти́на Дим (тур. Dim Barajı ve Hidroelektrik Santrali) — крупное высокогорное гидросооружение в Турции.
Находится в восточной части региона Анталья на реке Дим-Чай в 11 км от города Аланья. Строительство плотины продолжалось с 1996 по 2007 годы. Вода из водохранилища является главным источником пресной воды для города Аланья. Электростанция плотины Дим является главным источником энергоснабжения района Аланьи.

## Технические данные[2]
- Назначение — производство электроэнергии
- Тип дамбы — бетонная арка объёмом 5 190 000 м³
- Высота плотины — 134,5 м
- Объём водохранилища — 4 950 000 м³
- Площадь водохранилища — 4,70 км²
- Длина гребня дамбы — 365 м
- Мощность — 38 МВт
- Среднегодовая выработка — 123 ГВтч/год